# Nuuk
Nuuk ali Godthåb je glavno mesto Grenladije. Je sedež grenlandske vlade in največji kulturni in ekonomski center v državi. Najbližja večja mesta so Iqaluit in St. John's v Kanadi ter Reykjavik na Islandiji. Januarja leta 2015 je mesto imelo 16.992 prebivalcev.